# Voie navette

Heutiger Gleisplan der Voie navette mit angrenzenden Linien

Voie navette ist der Name einer für interne Zwecke genutzten Verbindungsstrecke im Netz der Pariser Métro zwischen der Station Porte des Lilas (Linie 3bis) und der Station Pré-Saint-Gervais (Linie 7bis) im 19. Arrondissement. Sie ist 770 Meter lang, hat auf einer Länge von 300 Metern eine Steigung von 40 ‰ und beschreibt an ihrem östlichen Ende eine enge Kurve mit einem Kurvenradius von 65 Metern. Die Bezeichnung Voie navette bedeutet im Deutschen so viel wie „Pendelverkehrsgleis“.

## Entstehung

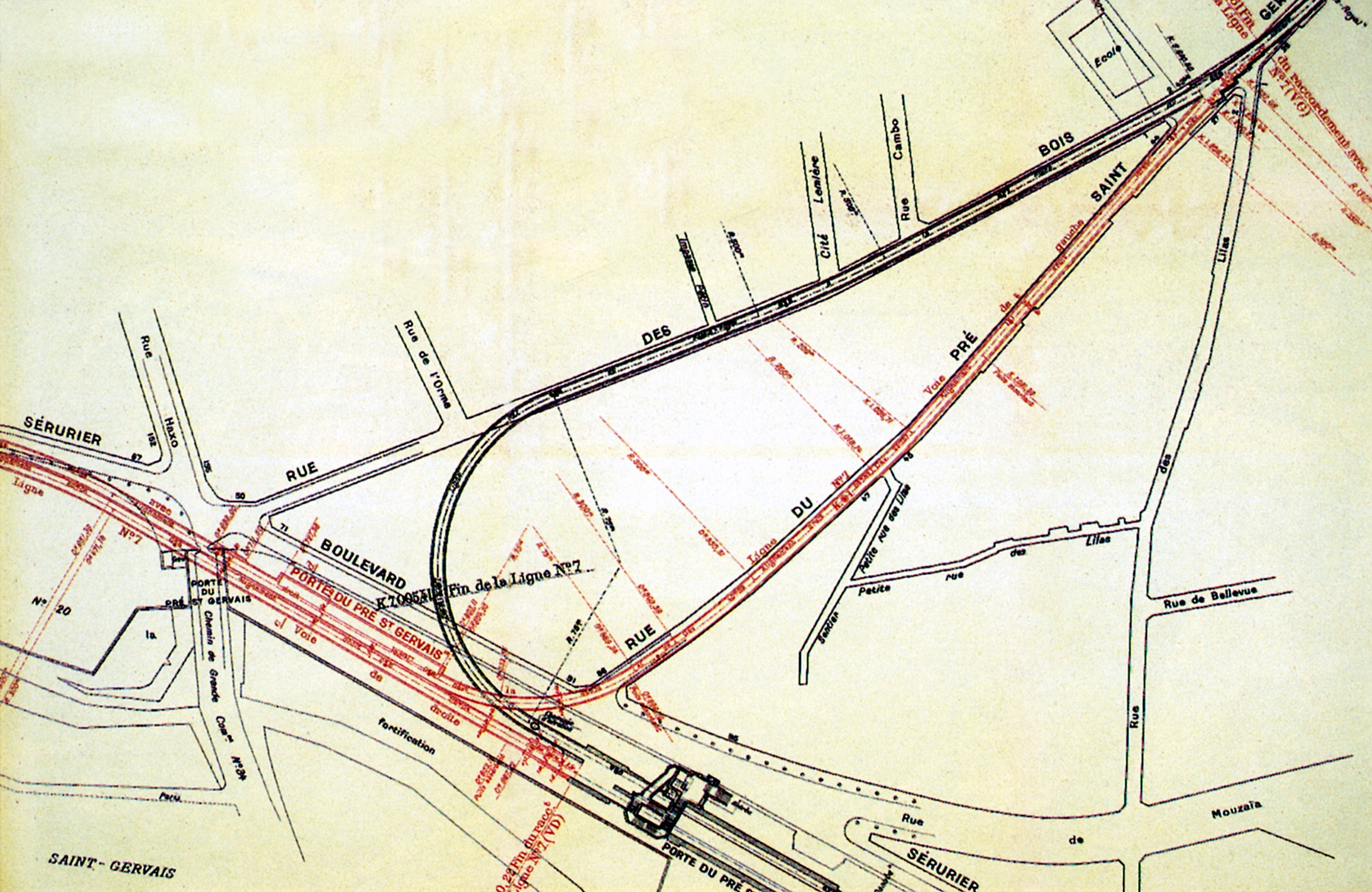
Gleisplan der Verbindung zwischen den Métrolinien 3bis und 7bis – schwarz eingezeichnet ist der eingleisige Tunnel der Linie 7bis zwischen den Stationen Place des Fêtes (oben rechts) und Pré-Saint-Gervais (unten rechts), in Rot die Voie des Fêtes (rechts) mit der Station Haxo und die Voie navette (unten)

### Planungen
Bereits in den 1901 von Fulgence Bienvenüe, dem „Vater“ der Pariser Métro, vorgestellten Plänen für den weiteren Ausbau der Métro ist eine Verlängerung der Linie 3 von der Station Gambetta nach Romainville (heute: Porte des Lilas) vorgesehen. Jenseits der Station Porte des Lilas sollte darüber hinaus ein zweigleisiger Tunnel, der sich im weiteren Verlauf in zwei eingleisige Tunnel verzweigt, eine Verbindung zur Linie 7 (heute: Linie 7bis) herstellen, um auf dieser Linie einen Zugbetrieb bis nach Porte des Lilas einrichten zu können.
Das eine Richtungsgleis dieser Verzweigung sollte dabei die Verbindung zur Station Place des Fêtes herstellen und eine Zwischenstation mit nur einem Richtungsbahnsteig namens Haxo haben, das andere Richtungsgleis sollte an die Station Pré-Saint-Gervais anschließen und ohne Zwischenhalt durchfahren werden. Zusätzlich waren im Bereich der Station Porte des Lilas für die von Gambetta verlängerte Linie 3 zwei getrennte Haltepunkte mit insgesamt vier Bahnsteigen vorgesehen: Eine Endstation mit daran anschließender Wendeschleife und eine Durchgangsstation an den Verbindungsgleisen zur Linie 7. Die geplante Verlängerung sollte mitsamt der zusätzlichen Verbindungsstrecke eine Gesamtlänge von 2,157 Kilometern aufweisen.

### Bau der Strecke
Die Bauarbeiten zur Verlängerung der Linie 3 bis Porte des Lilas begannen 1910. Die Fertigstellung verzögerte sich jedoch aufgrund des Ersten Weltkriegs bis 1921. In der Zwischenzeit war der Plan einer Durchbindung der Linie 7 bis Porte des Lilas aufgegeben worden, da die Bedienung dieser Station durch die Züge der Linie 3 als ausreichend angesehen wurde (die Linie 11 existierte zum damaligen Zeitpunkt noch gar nicht). Um jedoch ein Umsteigen zwischen den Linien 3 und 7 zu ermöglichen, wurde die Einrichtung eines Linienbetriebs auf dem nördlichen Verbindungsgleis in Form eines Pendelzugs beschlossen. Von dieser Nutzung des Tunnels rührt auch der Name Voie navette, da ein Pendelbetrieb auf Französisch une navette genannt wird. Zum Einsatz kam ein aus zwei „kleinen Triebwagen“ mit einer Länge von je 10,85 Metern bestehender Zug der Baureihe Sprague-Thomson, der von der Linie 2 abgezogen worden war. Die südliche Gleisverbindung, wegen der Anbindung an die Station Place des Fêtes als Voie des Fêtes bezeichnet, und die eingleisige Station Haxo blieben aus diesem Grund ungenutzt: Das Gleis diente nur noch zum Abstellen der Züge der Linie 3, die Station wurde nicht vollendet und blieb sogar völlig ohne Zugang vom Straßenniveau.

### Pendelbetrieb
Der Pendelbetrieb wurde am 27. November 1921 zeitgleich mit dem Betrieb auf der Verlängerung der Linie 3 bis Porte des Lilas aufgenommen. Die Pendellinie stellte ihren Betrieb auf der Voie navette jedoch mit Ausbruch des Zweiten Weltkriegs infolge der Mobilmachung bei der Métrobetreibergesellschaft CMP und dem daraus resultierenden eingeschränkten Linienangebot am 3. September 1939 wieder ein. Zeitgleich wurde auch der Haltepunkt an der Station Porte des Lilas geschlossen, der nicht als Endstation für die Linie 3 diente.
Nach dem Krieg wurde der Pendelbetrieb auf der Voie navette mit Blick auf die sehr schwache Auslastung nicht wieder aufgenommen.

### Versuchsstrecke fürPilotage automatiqueundgummibereifte Züge

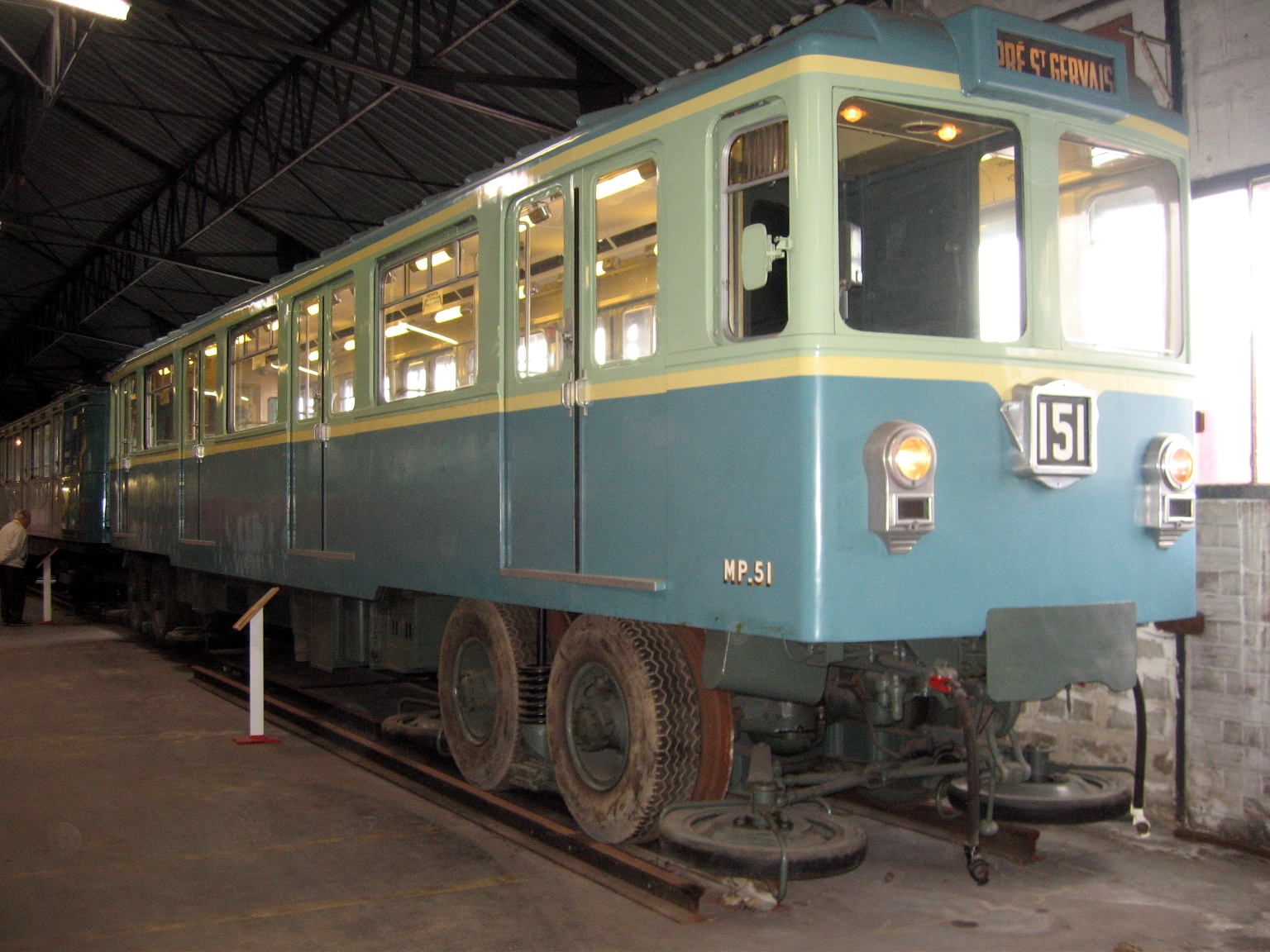
Triebwagen MP 51 im Pariser Verkehrsmuseum

Stattdessen wurde die Strecke für zahlreiche Versuchsfahrten der RATP genutzt, darunter insbesondere jene zur automatischen Zugsteuerung und jene mit dem weltweit ersten Prototyp eines gummibereiften U-Bahn-Zuges (Triebwagen MP 51, zwischen 1952 und 1956). Bei einer Länge von nur 770 m hat sie alle Voraussetzungen für eine anspruchsvolle Versuchsstrecke: eine enge Kurve mit nur 75 m Radius und eine 300 m lange Bergstrecke mit einer Steigung von 40 ‰.
Der gummibereifte Testzug erschien den Ingenieuren der Betreibergesellschaft nach den ersten Testfahrten als vollkommen sicher und wurde daraufhin bis 1956 täglich zwischen 13.30 Uhr und 19.30 Uhr im Einsatz mit Fahrgästen auf der Voie navette genutzt. Es handelte sich dabei jedoch nicht um eine Wiederaufnahme des normalen Verkehrs auf dieser Strecke, da der Betrieb regelmäßig zur Wartung des Triebwagens ohne Ersatz unterbrochen wurde. Die Auslastung blieb zudem sehr schwach und bestand hauptsächlich aus Neugierigen und Schulkindern. Gerade Letzteren wurde oft der Fahrersitz des Zuges überlassen, da zur Fahrt lediglich die automatische Zugsteuerung in Betrieb gesetzt werden musste, die die RATP gleichzeitig an diesem Wagen testete.

## Heutiger Zustand

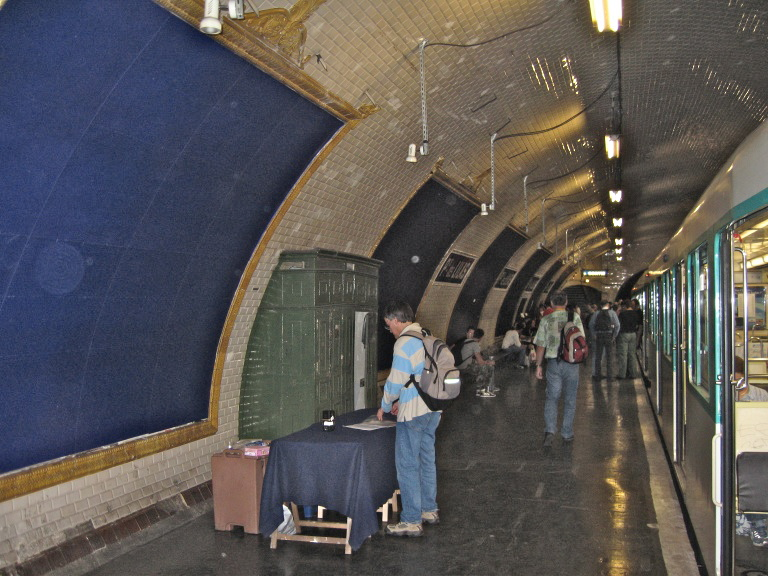
Die nur für Filmaufnahmen genutzte Station Porte des Lilas – Cinéma.

Nachdem die Voie navette als Übungsstrecke für die Fahrer und Fahrerinnen der gummibereiften Métrozüge gedient hatte, wurde sie am nördlichen Ende nahe der Station Pré-Saint-Gervais in einen Bereich für verstärkte technische Kontrollen des rollenden Materials umgewandelt, der aus einer kleinen Instandhaltungswerkstatt für die sehr anfällige Baureihe MF 88, die auf der Linie 7bis im Einsatz ist, besteht. Der restliche Tunnel der Voie navette wird zum Abstellen von Zügen genutzt.
Am südlichen Ende hat die seit 1939 ungenutzte und geschlossene Station Porte des Lilas – Cinéma an den Verbindungsgleisen von der Linie 3bis zur Voie navette und Voie des Fêtes eine besondere Verwendung gefunden: Sie wurde in einen festen Drehort für Werbe- und Kinofilme umgewandelt, da Filmaufnahmen in den übrigen, in Betrieb befindlichen Métrostationen wegen der nur kurzen nächtlichen Betriebspause nicht oder nur sehr eingeschränkt möglich sind. Die meisten der Filme, die in der Métro spielen, sind dort gedreht worden. Nachgemachte Emailschilder mit Namen anderer Stationen werden den Bedürfnissen des Drehbuchs entsprechend angefertigt, um die Station für die Dauer der Dreharbeiten in eine andere Station zu verwandeln.

## Künftige Entwicklung
Bei einer möglichen Verschmelzung der Linie 3bis mit der Linie 7bis würde die Voie navette wieder als regulärer Streckenabschnitt im Linienbetrieb fungieren und die ursprünglich ihr zugedachte Funktion übernehmen. Die Vereinigung der beiden Linien zu einer künftigen Linie 15 ist im Masterplan für die Hauptstadtregion Ile-de-France aus dem Jahr 2013 vorgesehen, der Zeitrahmen erstreckt sich über 2030 hinaus.